# Ernst Kühn
Karl Ernst Kühn (* 17. Dezember 1859 in Zwickau; † 5. November 1943 in Dresden) war ein deutscher Architekt und Hochschullehrer.

## Leben
Nach seinem Studium an der Dresdner Akademie unter Paul Wallot war Kühn von 1878 bis 1894 in Frankfurt am Main, in Leipzig und Barmen tätig; 1894 bis 1896 war er Büroleiter von Wallot im Ständehaus-Atelier in Dresden.
Kühn erbaute neben Villen und Geschäftshäusern, vor allem aber beispielhafte landwirtschaftliche Betriebe sowie Dorfschulen und -kirchen. Auf der 3. Deutschen Kunstgewerbeausstellung Dresden 1906 fand sein Neubau der Gemeindeschule Neu-Eibau große Beachtung. Im selben Jahr gehörte Kühn, neben Fritz Schumacher, Rudolf Schilling und Gustav Hänichen, dem Preisgericht an, das den Wettbewerb zur Errichtung einer Realschule mit Progymnasium im Radebeuler Stadtteil Serkowitz zu entscheiden hatte.
Nach seiner Habilitation lehrte er von 1907 bis 1929 als Professor für Konstruktion landwirtschaftlicher Bauten an der Technischen Hochschule Dresden.
Kühn war Vorstandsmitglied im Bund Deutscher Architekten und Mitglied im Deutschen Werkbund. Für Hellerau entwarf er Typen-Einfamilienhäuser.

## Schüler und Mitarbeiter
- Otto Beyrich
- Max Czopka
- Fritz Bleyl, Mitarbeiter 1910–1912

## Werk

### Bauten und Entwürfe

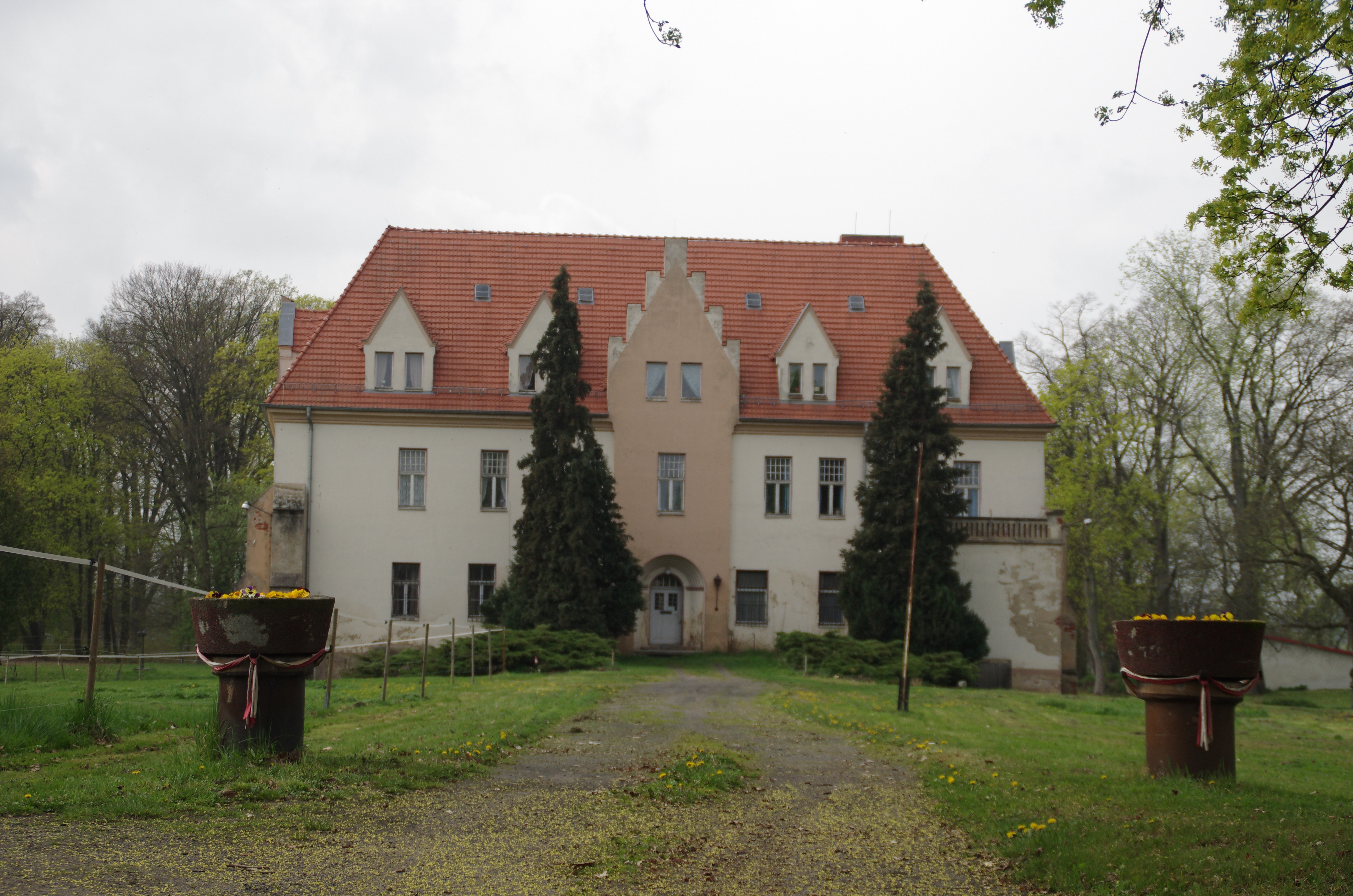
Schloss Lebusa

- 1899: Landwirtschaftliches Mustergehöft auf der Deutschen Bauausstellung in Dresden 1900[4]
- 1900: Bismarcksäule auf dem Windberg bei Zwickau[5]
- 1903: Wohnhaus Bergstraße 68, Dresden[6][7]
- um 1904/1905: Wohnhaus Hochuferstrasse 15, Dresden[8]
- um 1905: Villa Mommsenstraße 5, Dresden[9]
- um 1905: Wohnhaus Klarastraße 12, Dresden[10]
- 1906: Dorfschule Neu-Eibau[11]
- 1907: Dorfschule in Niederschmiedeberg
- 1907: Umbau des Herrenhauses in Kleinhänichen[12]
- um 1910: Wohnhaus Tännichtweg 11, Dresden-Hellerau[13]
- 1911/1912: Katholische Pfarrkirche und Pfarrhaus in Rokittnitz, Oberschlesien (poln. Zabrze-Rokitnica)[14]
- 1912: Gemeindeschule in Herrnhut
- Gemeinde- und Postamt, Geschäftshaus und Freibank in Grünhainichen
- Katholisches Pfarrhaus in Gogolin
- Gemeindeschule in Meinersdorf
- Gemeindearmenhaus in Mügeln bei Dresden
- Entwurf für eine Kinderbewahranstalt in Troppau
- Mariensäule in Rucewko bei Güldenhof (Westpreußen)
- vor 1915: Hermannshof im Vogtland[4]
- vor 1915: Ferienhaus Dr. Wertschitzky in Walddorf (Oberlausitz)[15]
- vor 1915: Ferienhaus Dr. Stauß in Ober-Bärenburg (Erzgebirge)[15]
- vor 1915: Ferienhaus Ferchland (Dresdner Heide)[15]
- vor 1915: Arbeiterhäuser auf Rittergut (Trattlau)[15]
- vor 1915: Arbeiterkolonie der Kgl. Domäne Rucewko (Posen)[15]
- vor 1915: Einfamilienhausgruppe in Schönau bei (Chemnitz)[15]
- vor 1915: Gasthof Zum deutschen Haus in Cunewalde (Oberlausitz)[15]
- vor 1915: Gasthof in Pretzschendorf (Erzgebirge)[15]
- 1910–1915: Wiederaufbau von Schloss Lebusa (Mark)[15]
- vor 1915: Herrenhaus in Jauernick (Oberlausitz)[15]
- vor 1915: Landhaus Bockwitz in Waldheim[15]
- vor 1915: Landhaus Ey in Auerbach/Vogtl.[15]
- vor 1915: Landhaus Roßner in Auerbach/Vogtl.[15]
- vor 1915: Pächterwohnhaus in Reuß/Vogtl.[15]

### Schriften
- Der neuzeitliche Dorfbau, entworfen und geleitet durch Ernst Kühn.
  - Teil 1: Sammlung von Entwürfen landwirtschaftlicher Bauten. Scholtze, Leipzig 1903.
  - Teil 2: Sammlung von Entwürfen zu Gemeindebauten. Scholtze, Leipzig 1906.
- Ländliche Bauten. G. J. Göschen’sche Verlagsbuchhandlung, Berlin / Leipzig 1915.
  - Band 1: Kultus- und Gemeinde-Bauten.
  - Band 2: Das landwirtschaftliche Gehöft der Gegenwart.
  - Band 3: Das Landhaus (Herrensitz, Schloß) mit Nebenanlagen, Pächterwohnhäuser, Ferienhäuser, Beamten- und Arbeiterwohnungen, Gasthöfe und Wohnhäuser mit gewerblichen Anlagen.
- Übergangs-Heimstätten-Siedlung. Zellenbau. (= Flugschrift des Dürerbundes, Band 181.) Georg D. W. Callwey, München 1919.